# FC Rodange 91
FC Rodange 91 is een voetbalclub uit Rodange in het groothertogdom Luxemburg. Na een fusie van twee verenigingen in 1991 kwam de club tot stand. De traditionele kleuren zijn rood-zwart.

## Geschiedenis
De club ontstond in 1991 als fusie tussen FC Chiers (opgericht in 1907) en FC Racing (1931). Chiers had tussen 1938 en 1980 veertien seizoenen in de Nationaldivisioun gespeeld, Racing tussen 1946 en 1956 zeven seizoenen. Racing haalde in 1949 ook de finale van de Beker van Luxemburg, waar het met 1-0 onderuit ging tegen Stade Dudelange.
FC Rodange 91 bereikte in 1995 voor het eerst als fusieclub de Nationaldivisioun, maar eindigde in het seizoen 1996/97 voorlaatste en degradeerde zo weer naar de Éirepromotioun. FC Rodange 91 speelde nadien nog twee keer één seizoen in de hoogste klasse: in 2000/01 en 2017/18. In 2019 keerde de club terug naar het hoogste niveau.
Aan het einde van het seizoen 2020/21 werd er uitgeweken naar het Stade Municipal van Union Titus Pétange, omdat het eigen Stade Jos Philippart werd gerenoveerd. Er werd onder andere een nieuwe tribune gebouwd.

## Eindklasseringen vanaf 1992
| 7 |

| 6 |

| 2 |

| 1 |

| 8 |

| 11 |

| 7 |

| 2 |

| 2 |

| 9 |

| 6 |

| 8 |

| 12 |

| 7 |

| 4 |

| 5 |

| 8 |

| 6 |

| 12 |

| 4 |

| 1 |

| 2 |

| 4 |

| 4 |

| 5 |

| 2 |

| 13 |

| 1 |

| 13 |

| 12 |

| 15 |

| 5 |

| 2 |

| 12 |

| Nationaldivisioun | Éirepromotioun | 1. Divisioun | 2. Divisioun |

## Resultaten per seizoen
| Seizoen   | №  | Clubs | Divisie           | Duels | Winst | Gelijk | Verlies | Doelsaldo | Punten |
| --------- | -- | ----- | ----------------- | ----- | ----- | ------ | ------- | --------- | ------ |
| 2012–2013 | 2  | 14    | 1. Divisioun      | 26    | 20    | 2      | 4       | 83–33     | 62     |
| 2013–2014 | 4  | 14    | Éirepromotioun    | 26    | 15    | 5      | 6       | 67–38     | 50     |
| 2014–2015 | 4  | 14    | Éirepromotioun    | 26    | 14    | 4      | 8       | 48–40     | 46     |
| 2015–2016 | 5  | 14    | Éirepromotioun    | 26    | 13    | 3      | 10      | 39–37     | 42     |
| 2016–2017 | 2  | 14    | Éirepromotioun    | 26    | 17    | 4      | 5       | 61–40     | 55     |
| 2017–2018 | 13 | 14    | Nationaldivisioun | 26    | 4     | 10     | 12      | 27–55     | 22     |
| 2018–2019 | 1  | 14    | Éirepromotioun    | 26    | 19    | 4      | 3       | 58–18     | 61     |
| 2019–2020 | 13 | 14    | Nationaldivisioun | 17    | 4     | 3      | 10      | 21–37     | 15     |
| 2020–2021 | 12 | 16    | Nationaldivisioun | 30    | 6     | 10     | 14      | 27–52     | 28     |